# Wolf Racing Cars
Wolf Racing Cars è un costruttore di vetture Sport prototipi con sede a Gardone Val Trompia in provincia di Brescia. L'attività è iniziata nel 2009, quando Avelon Formula ha acquisito i diritti del marchio Walter Wolf Racing

## Storia
Dopo aver acquisito i diritti del marchio si è concentrata sullo sviluppo di una macchina vincente di Gruppo CN e nel 2010 ha fatto il suo debutto nel Campionato Italiano Prototipi con il pilota Ivan Bellarosa, vincitore fin dalla prima gara e poi vincitore del titolo.
Nel 2011 fa il debutto europeo con l'ingresso nella Speed EuroSeries e nel V de V Proto Endurance Series, mentre prosegue l'impegno nel Campionato Italiano Prototipi. Le Wolf GB08 spinte dal motore Honda K20A vincono il titolo nella Speed EuroSeries Championship con Ivan Bellarosa dopo il successo in 6 gare. Ivan Bellarosa su una Wolf GB08 vince poi la Speed EuroSeries nuovamente nel 2012, mentre Wolf Racing Cars inizia l'attività nelle gare endurance come la 24 Ore di Zolder e la 12 Ore di Abu Dhabi.
Nel 2013 trova successo internazionale con la conquista del campionato portoghese CISP e di quello austro-tedesco SCC in Divisione 2.
L'attenzione dell'azienda si sposta quindi verso le gare in salita: nasce la Wolf GB08 F1 che ottiene l’omologazione FIA. Al termine dell'anno Wolf Racing Cars annuncia un programma nella United Sports Car Racing per il 2014. La vettura sarà spinta da un motore BMW.
Nel 2015 con le GB08 vince il campionato belga Belcar, l'Endurance Champions Cup e scrive il proprio nome anche nell'Albo d'Oro della 6 Ore di Roma che si disputa all'Autodromo di Vallelunga.
Nel 2016 inizia il lavoro di sviluppo del nuovo propulsore 1.6 Turbo e il 29 maggio all'Autodromo Enzo e Dino Ferrari di Imola una Wolf GB08 diventa la prima vettura Sport omologata CN a vincere una competizione. Durante l'anno le biposto ripetono la vittoria nell'Endurance Champions Cup, mentre negli Stati Uniti John Morris e Ron Eckardt ottengono diversi successi nelle serie Spring Mountain Racing (SMMR), con lo stesso Eckardt che alla fine della stagione conquista il titolo di campione nella classe LSR2 con la Wolf GB08 SM.
Nel 2017 debutta in marzo in Australia la Wolf GB08 Tornado, una nuova biposto sport che permette a Ivan Bellarosa di laurearsi campione nel Campionato Italiano Prototipi con 11 vittorie su 12. La nuova Tornado si impone anche in diverse competizioni Endurance fra le quali la 3h di Imola, dove si dimostra superiore anche alle vetture di classe LMP3. Alla 6 Ore di Roma la Tornado regala a Wolf Racing Cars la pole position numero 100.
Grazie anche ai successi ottenuti nel 2017, Wolf Racing Cars si è aggiudicata la fornitura della vettura ufficiale del nuovo Campionato Italiano Prototipi per il quinquennio 2018-2022.

## Auto
Dal 2009 Wolf Racing Cars ha prodotto diverse vetture di categoria sport prototipo sia monoposto che biposto e con varie motorizzazioni. L'ultima in ordine di tempo è la Wolf GB08 Tornado che ha vinto il Campionato Italiano Prototipi 2017.
| Anno | Auto               | Tipo       |
| ---- | ------------------ | ---------- |
| 2010 | Wolf GB08          | Group CN   |
| 2011 | Wolf GB08S         | Group E2 B |
| 2012 | Wolf GB08 Spring   | Group CN   |
| 2013 | Wolf GB08 F1       | E2 SS      |
| 2013 | Wolf GB08 MJ       | E2 SS      |
| 2013 | Wolf GB08 SM Turbo | E2 SS      |
| 2015 | Wolf GB08 SM       | E2 SS      |
| 2017 | Wolf GB08 Tornado  | CN E2 SC   |
| 2018 | Wolf GB08 Thunder  | ES22       |

## Palmares
Wolf Racing Cars ha ottenuto successi non solo in Europa, ma anche in Arabia Saudita, Giappone, Thailandia e Stati Uniti d'America. Le vetture Wolf Racing Cars hanno ottenuto i maggiori riconoscimenti nelle gare di durata, eventi per le quali sono state specificatamente progettate.